# Eulithis aurantiodeleta
Eulithis aurantiodeleta är en fjärilsart som beskrevs av Karl Schawerda 1918. Eulithis aurantiodeleta ingår i släktet Eulithis och familjen mätare. Inga underarter finns listade i Catalogue of Life.